# Coming to America
Coming to America er en Oscar-nomineret amerikansk romantisk komediefilm fra 1988, instrueret af John Landis. Manuskriptet er skrevet af David Sheffield, Barry W. Blaustein og Eddie Murphy. Murphy spiller hovedrollen i filmen, sammen med James Earl Jones og Arsenio Hall.

## Handling
Filmen handler om den stenrige afrikanske prins Akeem (Eddie Murphy) fra det fiktive land Zamunda, der er blevet passet og plejet hele sit liv. Dråben, der får bægeret til at flyde over, er da hans forældre (James Earl Jones og Madge Sinclair) præsenterer ham for hans forlovede (Vanessa Bell), som han aldrig har mødt før, og som er trænet til at adlyde hans mindste befalinger. Akeem og hans tro følgesvend Semmi (Arsenio Hall) rejser derfor til Queens i New York, for at en finde en kone, som han både kan elske og respektere. Her udgiver de sig for at være fattige udvekslingsstudenter.
De flytter ind på et luset hotel i det dårligste kvarter og får begge jobs i en lokal burgerbar kaldet McDowell's, (restauranten forsøger at kopiere McDonald's).
Da ejeren første gang møder Akeem og Semmi, forklarer ejer Mr. McDowell (John Amos), alle menu-forskelle mellem hans sted og McDonald's, der afsluttes med replikken, "De bruger Sesamfrø boller. Mine boller har ingen frø."
Men det er svært, at holde dobbeltspillet kørende, især da Akeem bliver forelsket i Lisa (Shari Headley), Cleo McDowells datter, der er i besiddelse af de kvaliteter, prinsen er på udkig efter. Resten af filmen er centreret om Akeems forsøg på at vinde Lisas kærlighed, samtidig med at tilpasse sig livet i USA og undgå sine royale opgaver og beføjelser.

## Medvirkende
| Skuespiller        | Rolle                                         |
| ------------------ | --------------------------------------------- |
| Eddie Murphy       | Prins Akeem Joffer Clarence Randy Watson Saul |
| Arsenio Hall       | Semmi Morris Reverend Brown Ugly Girl         |
| James Earl Jones   | Kong Jaffe Joffer                             |
| John Amos          | Cleo McDowell                                 |
| Madge Sinclair     | Dronning Aoleon Joffer                        |
| Shari Headley      | Lisa McDowell                                 |
| Paul Bates         | Oha                                           |
| Eriq La Salle      | Darryl Jenks                                  |
| Frankie Faison     | Udlejer                                       |
| Vanessa Bell       | Imani Izzi                                    |
| Louie Anderson     | Maurice                                       |
| Allison Dean       | Patrice McDowell                              |
| Sheila Johnson     | Lady-in-Waiting                               |
| Jake Steinfeld     | Cab Driver                                    |
| Calvin Lockhart    | Colonel Izzi                                  |
| Samuel L. Jackson  | Hold-Up Man                                   |
| Vondie Curtis-Hall | Basketball Game Vendor                        |
| Don Ameche         | Mortimer Duke                                 |
| Ralph Bellamy      | Randolph Duke                                 |
| Garcelle Beauvais  | Rose Bearer                                   |
| Cuba Gooding Jr.   | Boy getting haircut in barbershop             |

## Soundtrack
- "Coming To America" af The System
- "Addicted To Love" af LeVert
- "All Dressed Up (Ready To Hit The Town)" af Chico DeBarge
- "Better Late Than Never" af The Cover Girls
- "Come Into My Life" af Joe "Bean" Esposito og Laura Branigan
- "Comin' Correct" af J. J. Fad
- "The Greatest Love Of All" af Randy Watson & Sexual Chocolate
- "I Got It" af Eddie Murphy
- "I Like It Like That" af Michael Rodgers
- "Livin' The Good Life" af Sister Sledge
- "Mbube (Wimoweh)" af Ladysmith Black Mambazo
- "Ooo Baby Baby" af Smokey Robinson & The Miracles
- "Pride And Joy" af Marvin Gaye
- "That's The Way It Is" af Mel & Kim
- "To Be Loved" af Jackie Wilson
- "You're A Wonderful One" af Marvin Gaye
- "Transparent" af Nona Hendryx